# Vanessa Demopoulos
Crystal Vanessa Demopoulos (Cleveland, Ohio; 22 de septiembre de 1988) es una artista marcial mixta estadounidense que compite en la división de peso paja de Ultimate Fighting Championship.

## Primeros años
Nacida en Cleveland, Ohio, sus padres y abuelos paternos la criaron en Grecia, ya que ella misma es medio griega y el griego fue su primera lengua. Después de que se viera envuelta en drogas y se quedara sin hogar cuando era adolescente, siguió los pasos de su madre y a los 20 años se convirtió en una bailarina exótica, continuando en la profesión hasta justo antes de su actuación en UFC 270.
Comenzó a entrenar alrededor de los 21 años, sin embargo su infancia estuvo llena de peleas, incluso fue expulsada de las escuelas por pelear.

## Carrera en artes marciales mixtas

### Inicios
En su debut en MMA, en Iron Tiger Fight Series 79, se enfrentó a Emme Weber y la derrotó por sumisión en el primer asalto. Hizo su debut en LFA 52, perdiendo por decisión unánime ante Itzel Sequivel. En su segunda aparición con LFA, en LFA 62, derrotó a Valerie Soto por decisión mayoritaria. En LFA 69, derrotó a Nadine Mandaiu por sumisión en el primer asalto, antes de derrotar a Loveth Young en LFA 81 por decisión unánime.
Se enfrentó a Sam Hughes por el inaugural Campeonato Femenino de Peso Paja de LFA el 17 de julio de 2020 en LFA 85. Ganó el combate por sumisión en el cuarto asalto.
El 11 de agosto de 2020 apareció en el programa Dana White's Contender Series 28 contra Cory McKenna. Perdió el combate por decisión unánime.
Se enfrentó a Loopy Godínez el 30 de octubre de 2020 en LFA 94. Perdió el combate por decisión mayoritaria y perdió el Campeonato de Peso Paja de LFA.
Se enfrentó a Cynthia Arceo el 26 de marzo de 2021 en LFA 103. Ganó el combate por TKO en el primer asalto.
Se esperaba que se enfrentara a Kathryn Paprocki el 27 de agosto de 2021 en LFA 114, sin embargo, fue llamada a pelear con poca antelación en Ultimate Fighting Championship.

### Ultimate Fighting Championship
Debutó en la UFC contra JJ Aldrich el 28 de agosto de 2021 en UFC on ESPN: Barboza vs. Chikadze. Perdió el combate por decisión unánime.
Se esperaba que se enfrentara a Ashley Yoder el 15 de enero de 2022 en UFC on ESPN: Kattar vs. Chikadze. Sin embargo, Yoder se retiró del evento por razones no reveladas y fue sustituida por Silvana Gómez Juárez. El combate se retrasó a UFC 270 unos días antes del evento. Ganó el combate por sumisión en el primer asalto.
Se enfrentó a Jinh Yu Frey el 25 de junio de 2022 UFC on ESPN: Tsarukyan vs. Gamrot. Ganó el combate por decisión dividida.
Se enfrentó a a Maria Oliveira el 19 de noviembre de 2022 en UFC Fight Night: Nzechukwu vs. Cuțelaba. Ganó el combate por decisión unánime.
Demopoulos enfrentó a Karolina Kowalkiewicz el 20 de mayo de 2023 en UFC Fight Night 223. En los pesajes, Demopoulos pesó 117,5 libras, una libra y media por encima del límite de peso paja femenino en una pelea sin título. La pelea se pactó en el peso acordado y Demopoulos fue multada con el 20 por ciento de su bolsa, que fue a parar a Kowalkiewicz. Demopoulos perdió la pelea por decisión unánime.
Demopoulos enfrentó a Kanako Murata el 7 de octubre de 2023 en UFC Fight Night 229. Ella ganó la pelea por decisión unánime.
Demopoulos enfrentó a Emily Ducote el 18 de mayo de 2024 en UFC Fight Night 241. Ella ganó la pelea por decisión dividida.

## Campeonatos y logros
- Legacy Fighting Alliance
  - Campeonato Femenino de Peso paja de LFA (una vez; ex)
- Ultimate Fighting Championship
  - Actuación de la Noche (una vez) vs. Silvana Gómez Juárez

## Récord en artes marciales mixtas
| Resultado | Récord | Oponente               | Método                                                      | Evento                                  | Fecha                   | Ronda | Tiempo | Localización                | Notas                                                               |
| --------- | ------ | ---------------------- | ----------------------------------------------------------- | --------------------------------------- | ----------------------- | ----- | ------ | --------------------------- | ------------------------------------------------------------------- |
| Victoria  | 11-5   | Emily Ducote           | Decisión (dividida)                                         | UFC Fight Night: Barboza vs. Murphy     | 18 de mayo de 2024      | 3     | 5:00   | Las Vegas, Nevada           |                                                                     |
| Victoria  | 10-5   | Kanako Murata          | Decisión (unánime)                                          | UFC Fight Night: Dawson vs. Green       | 7 de octubre de 2023    | 3     | 5:00   | Las Vegas, Nevada           |                                                                     |
| Derrota   | 9-5    | Karolina Kowalkiewicz  | Decisión (unánime)                                          | UFC Fight Night: Dern vs. Hill          | 20 de mayo de 2023      | 3     | 5:00   | Las Vegas, Nevada           | Pelea de peso pactado en (117,5 lb); Demopoulos no alcanzó el peso. |
| Victoria  | 9-4    | Maria Oliveira         | Decisión (unánime)                                          | UFC Fight Night: Nzechukwu vs. Cuțelaba | 19 de noviembre de 2022 | 3     | 5:00   | Las Vegas, Nevada           |                                                                     |
| Victoria  | 8-4    | Jinh Yu Frey           | Decisión (dividida)                                         | UFC on ESPN: Tsarukyan vs. Gamrot       | 25 de junio de 2022     | 3     | 5:00   | Las Vegas, Nevada           |                                                                     |
| Victoria  | 7-4    | Silvana Gómez Juárez   | Sumisión (barra de brazo)                                   | UFC 270                                 | 22 de enero de 2022     | 1     | 2:25   | Anaheim, California         | Regreso al peso paja. Actuación de la Noche.                        |
| Derrota   | 6-4    | JJ Aldrich             | Decisión (unánime)                                          | UFC on ESPN: Barboza vs. Chikadze       | 28 de agosto de 2021    | 3     | 5:00   | Las Vegas, Nevada           | Debut en el peso mosca.                                             |
| Victoria  | 6-3    | Cynthia Arceo          | TKO (puñetazos)                                             | LFA 103                                 | 26 de marzo de 2021     | 1     | 0:37   | Shawnee, Oklahoma           | Combate de peso acordado (118.8 libras); Arceo no alcanzó el peso.  |
| Derrota   | 5-3    | Loopy Godínez          | Decisión (mayoritaria)                                      | LFA 94                                  | 30 de octubre de 2020   | 5     | 5:00   | Park City, Kansas           | Perdió el Campeonato Femenino de Peso Paja de LFA.                  |
| Derrota   | 5-2    | Cory McKenna           | Decisión (unanimey)                                         | Dana White's Contender Series 28        | 11 de agosto de 2020    | 3     | 5:00   | Las Vegas, Nevada           |                                                                     |
| Victoria  | 5-1    | Sam Hughes             | Sumisión técnica (estrangulamiento por triángulo invertido) | LFA 85                                  | 17 de julio de 2020     | 4     | 2:21   | Sioux Falls, Dakota del Sur | Ganó el inaugural Campeonato Femenino de Peso Paja de LFA.          |
| Victoria  | 4-1    | Loveth Young           | Decisión (unánime)                                          | LFA 81                                  | 31 de enero de 2020     | 3     | 5:00   | Costa Mesa, California      |                                                                     |
| Victoria  | 3-1    | Nadine Mandiau         | Sumisión (barra de brazo)                                   | LFA 69                                  | 7 de junio de 2019      | 1     | 2:37   | Cabazon, California         |                                                                     |
| Victoria  | 2-1    | Valerie Ann Marie Soto | Decisión (mayoritaria)                                      | LFA 62                                  | 22 de marzo de 2019     | 3     | 5:00   | Dallas, Texas               | Combate de peso acordado (120 libras).                              |
| Derrota   | 1-1    | Itzel Esquivel         | Decisión (unánime)                                          | LFA 52                                  | 19 de octubre de 2018   | 3     | 5:00   | Belton, Texas               |                                                                     |
| Victoria  | 1-0    | Emme Weber             | Sumisión (barra de brazo)                                   | IT Fight Series 79                      | 15 de diciembre de 2017 | 1     | 4:36   | Columbus, Ohio              | Debut en el peso paja.                                              |